# タイセイヨウクロマグロ
タイセイヨウクロマグロ（大西洋黒鮪、学名 Thunnus thynnus）は、スズキ目・サバ科に分類される魚の一種。大西洋の熱帯・温帯海域に分布する大型魚である。マグロ属の最大種で、分布域ではない日本にも食用として輸入されている。
かつては太平洋産のクロマグロと同種とされていたが、太平洋産はタイセイヨウクロマグロの亜種 T. t. orientalis、または別種 T. orientalis として分類する説が支持されるようになった。
日本魚類学会が定める「魚類の標準和名の命名ガイドライン」によれば、本種の和名については、「輸入される外国産魚類の標準和名について」に従う必要があり、それに従うと、標準和名は「タイセイヨウクロマグロ」で間違いなく、「ニシクロマグロ」など他の和名は俗称となる。

## 特徴
成魚は最大で全長458 cm、体重678.68 kgの記録がある。太平洋産のクロマグロよりも大きく、大型魚が多いマグロ類の中でも最大種である。
本種とクロマグロは、マグロ属の中で最も胸鰭が短く、第二背鰭に届かない点で他種と区別できる。嘗てこの2種は同種とされていたが、分布が連続しないこと、鰓耙数が異なること（クロマグロ32-39、タイセイヨウクロマグロ34-43）、タイセイヨウクロマグロは体腔背壁の筋肉が腹腔内に出るがクロマグロは出ないことなどから、亜種または別種とする見解が登場した。

### 生態
メキシコ湾・カリブ海、地中海・黒海を含む大西洋の熱帯・温帯域に広く分布する。
同じくらいの大きさの個体同士で群れを作り、外洋域を高速で回遊する。カツオやマグロ属他種と混群を作ることもある。食性は肉食で、イワシ・ニシン・サバなどの小魚、甲殻類、頭足類などを捕食する。寿命は30年ほどである。
なお、サナダムシの仲間である Pelichnibothrium speciosum が寄生虫として報告されている（Scholz et al. 1998）。この寄生虫の宿主として知られているのはヨシキリザメだが、ヨシキリザメが本種を捕食するとは考えられておらず、本種も最終宿主となる可能性が高い。

## 利用
一本釣り、曳縄（トローリング）、延縄、巻き網、突きん棒、定置網などで漁獲される。漁獲されたものの多くは日本へ輸入される。日本での用途はクロマグロと同様で、刺身、寿司種、葱鮪鍋（ねぎま）、焼き魚（塩焼き、照り焼き）などの材料として珍重される。

## 資源の枯渇問題
大西洋では前述の利用に伴って本種の乱獲が進んでいる。さらに本種の成長率が低く、成熟が遅いことも個体数減少に拍車をかけている。21世紀初頭の個体数は1970年代と比較して90%減少しているといわれた。IUCNのレッドリストでは、2011年にEN（絶滅危惧IB）と記載された。一方アメリカ海洋大気庁（NOAA）は2011年に回復の可能性のある「species of concern（懸念の種）」と位置づけている。
欧米で本種の資源の枯渇に対する懸念の声が高まり、2010年に開催された第15回ワシントン条約締結国会議で、モナコ公国が本種の国際取引の禁止案を提案したが、日本を一とした国々から資源管理のための漁獲量の取り決めをICCAT（大西洋まぐろ類保存国際委員会）で取り決めをするほうが望ましく国際取引禁止は性急過ぎるとして、賛成20、反対68、棄権30で否決されている。
また、2010年のメキシコ湾原油流出事故で本種の繁殖海域にも被害が及び、その影響も懸念された。

## 議論
2011年1月5日に、築地の中央卸売市場で、恒例の初競りが行われ、香港の「板長寿司」及び日本の銀座の寿司店が共に1本3429万円（342キロ）で北海道・戸井産のタイセイヨウクロマグロを競り落とした。それは過去最高値のものの、香港で議論され、香港の環保触覚という団体などは、その店が4年間続いて高額で絶滅のおそれがあるタイセイヨウクロマグロを買うのを批判し、タイセイヨウクロマグロの保護のため、続いて競るのをやめる要望を要求している。また、環保触覚の担任者がFacebookで人を集め、2011年1月8日に香港の旺角にある板前寿司の支店の前で抗議したが、この日のタイセイヨウクロマグロは完売した。

## 映像
- NHK BS3 「ワイルドライフ　命の輝き「大西洋アゾレス諸島　クジラが集う海の楽園」」 (2019年9月放映)